# Fuchs Petrolub
Pour les articles homonymes, voir Fuchs.
Fuchs Petrolub est une entreprise allemande fabricant de l'industrie pétrochimique. Elle fait partie de l'indice MDAX, depuis le 23 juin 2008.
La société a été fondée en 1931 par Rudolf Fuchs à Mannheim (Bade-Wurtemberg). La famille du fondateur contrôle encore aujourd'hui le capital de la société.
Elle conçoit, fabrique et commercialise des lubrifiants pour l'industrie et la première monte ou la rechange automobile.
FUCHS Petrolub est représentée en France par sa filiale FUCHS Lubrifiant France SA, située à Nanterre (Hauts-de-Seine).

## Historique
- 1931 : Fondation de la société